# Interessengemeinschaft Elektronische Medien
Die Interessengemeinschaft Elektronische Medien (IGEM) ist ein Schweizer Branchenverband. Sie wurde 1998 in Zürich, Schweiz, als Verein gegründet. Über ihre 47 Mitgliedsfirmen deckt die IGEM die Wertschöpfungskette in den elektronischen Medien TV, Radio, Kino, Online, Video, Audio, Teletext und Digital Out-of-home ab: von Medien-Veranstaltern und Publishern über die Werbevermarktung und den Mediaagenturen auf der Nachfrageseite hin zu den Distributoren und den Forschungsfirmen.

## Tätigkeit
Die IGEM setzt sich für die Vielfalt und Transparenz der elektronischen Medien in der Schweiz ein.
Ein Grossteil der Schwerpunkte der IGEM liegen in der Forschung für alle elektronischen Medien. Im Fernsehen ist die IGEM beim TV-Planungstool der AGFS (Arbeitsgemeinschaft Fernsehwerbung Schweiz) beteiligt. Die IGEM ist in der Stiftung Werbestatistik engagiert, die jährlich die Netto-Werbeausgaben in allen Medien in der Schweiz erhebt und publiziert. Die IGEM ist für die TV-, Radio- und Online-Forschung in den wichtigsten Gremien der Mediapulse vertreten.
Die IGEM befasst sich mit der Digitalisierung und ihren Auswirkungen auf die kommerzielle Kommunikation. Seit 2014 publiziert die IGEM jährlich zusammen mit der WEMF die Studie digiMONITOR. Die Studie IGEM-digiMONITOR erhebt die Nutzung von elektronischen Medien und Geräten in der Schweiz.
IGEM setzt sich auch für vielfältige Möglichkeiten und liberale Rahmenbedingungen für kommerzielle Kommunikation in den elektronischen Medien ein.

## Vorstand
Der Vorstand der IGEM besteht aus elf Mitgliedern: Vier von Mediaagenturen, vier von Werbevermarktern und drei von einem Medienunternehmen.
- Stephan Küng, TWmedia (Präsident)
- Alexander Duphorn, Goldbach (Vize-Präsident)
- Juliane Merz, Weischer.Cinema
- Florian Wanner, CH Media
- Frank Zelger, Admeira
- Jonas Eliassen, Dentsu Switzerland
- Sandra Fehr, nova impact
- Raoul Gerber, Goldbach
- Roger Baur, Ringier
- Tarkan Özküp, CH Media
- Xavier Reynaud, Mindshare